# Démographie du Havre
Pour un article plus général, voir Le Havre.
La démographie du Havre traite des questions relatives à l'évolution et à la structure de la population de la commune du Havre en Seine-Maritime.

## Évolution démographique
L'évolution du nombre d'habitants depuis 1793 est connue à travers les recensements de la population effectués au Havre depuis cette date :
| 1520 | 1601   | 1723   | 1793   | 1800   | 1806   | 1821   | 1831   | 1836   |
| ---- | ------ | ------ | ------ | ------ | ------ | ------ | ------ | ------ |
| 600  | 10 275 | 14 653 | 20 620 | 19 000 | 19 482 | 20 768 | 23 816 | 25 618 |

| 1841   | 1846   | 1851   | 1856   | 1861   | 1866   | 1872   | 1876   | 1881    |
| ------ | ------ | ------ | ------ | ------ | ------ | ------ | ------ | ------- |
| 27 154 | 31 325 | 56 964 | 64 137 | 74 336 | 60 055 | 85 825 | 92 068 | 105 867 |

| 1886    | 1891    | 1896    | 1901    | 1906    | 1911    | 1921    | 1926    | 1931    |
| ------- | ------- | ------- | ------- | ------- | ------- | ------- | ------- | ------- |
| 112 074 | 116 369 | 119 470 | 130 196 | 132 430 | 136 159 | 163 374 | 158 022 | 165 076 |

| 1936    | 1946    | 1954    | 1962    | 1968    | 1975    | 1982    | 1990    | 1999    |
| ------- | ------- | ------- | ------- | ------- | ------- | ------- | ------- | ------- |
| 164 083 | 106 934 | 139 810 | 185 029 | 200 940 | 219 584 | 198 388 | 195 875 | 190 924 |

| 2006    | 2007    | 2009    | 2011    | 2016    | - | - | - | - |
| ------- | ------- | ------- | ------- | ------- | - | - | - | - |
| 182 580 | 179 751 | 177 259 | 174 156 | 170 352 | - | - | - | - |

Le Havre a connu un essor démographique dans la seconde moitié du XIXe siècle. La saignée démographique de la Première Guerre mondiale a été compensée par l'annexion de la commune de Graville (la ville gagne 27 215 habitants entre 1911 et 1921). Pendant la Seconde Guerre mondiale, la population baisse fortement (perte de 57 149 habitants entre 1936 et 1946) en raison de l'exode et des bombardements. Puis la commune voit sa population augmenter dans l'après-guerre jusqu'en 1975. Depuis cette date, elle connaît à nouveau une baisse, particulièrement importante entre 1975 et 1982 : pendant ces années de crise industrielle, la population a en effet diminué de 18 494 personnes. La tendance s'est poursuivie dans les années 1980, quoiqu'à un rythme moins soutenu. La politique actuelle de la municipalité, qui consiste à construire de nouveaux logements, vise à attirer de nouveaux résidents avec pour objectif de dépasser des 200 000 habitants, barre qui avait été atteinte dans les années 1960. La population de la commune du Havre était de 190 905 habitants en 1999, ce qui plaçait la ville au 12e rang des villes les plus peuplées de France et à la première place en Normandie. En 2009, l'Insee recensait 177 259 habitants pour la commune du Havre, alors que l'unité urbaine du Havre rassemblait 242 474 habitants (25e rang national) et l'aire urbaine du Havre 293 361 habitants.

## Structure de la population havraise

### Structure de la population havraise
En 2009, le taux de natalité était de 14,2 pour mille, le taux de mortalité de 9,4 pour mille : même si le solde naturel est positif, celui-ci ne compense pas le solde migratoire très nettement négatif. 27,7 % des Havrais ont moins de 20 ans, 23,5 % des Havraises ont moins de 20 ans, des statistiques plus élevées que pour la France métropolitaine. Les plus de 65 ans représentent 13,2 % des hommes et 20,2 % des femmes. Ils se concentrent surtout dans le centre-ville et la Côte-Ormeaux. La population étrangère est estimée à 8 525 personnes soit 4,8 % de la population. 12 148 immigrés vivent au Havre, soit 6,8 % de la population urbaine. La plupart ont des origines maghrébines (5060) ou africaines (3114).
Avec les mutations économiques qui ont affecté la ville, les PCS ont fortement évolué depuis les années 1980 : entre 1982 et 1999, le nombre d'ouvriers a diminué d'environ un tiers (-10 593) ; leur part dans la population active était de 39,5 % en 1982, et de 31,1 % en 1999. C'est dans les quartiers sud, proches du port et de la zone industrielle, que se concentre la population ouvrière. Dans le même temps, le nombre de cadres et de professions intellectuelles a augmenté de 24,5 %, ce qui s'explique en partie par la création et le développement de l'université du Havre. En 2009, Le Havre compte une proportion plus faible de cadres et de professions intellectuelles supérieures que la moyenne nationale (4,2 % contre 6,7 %). La part des ouvriers (15,9 %) est supérieure d'un point à la moyenne nationale. En passant de 13,5 % à 11,7 % de la population active, le taux de chômage a dimuné entre 1999 et 2009. Il reste cependant plus élevé que dans le reste du pays. La part des Havrais en emplois précaires (CDD et inérim) est plus élevée que la moyenne nationale. Enfin, seuls 18,1 % des Havrais ont un diplôme de l'enseignement supérieur contre 24,5 % pour l'ensemble des Français de métropole. Cette proportion a cependant augmenté depuis 2009.
| Indicateur                                       | Le Havre | Rouen   | France     |
| ------------------------------------------------ | -------- | ------- | ---------- |
| Taux de natalité pour mille                      | 15,2     | 15,3    | 12,7       |
| Taux de mortalité pour mille                     | 9,6      | 8,9     | 9,1        |
| Taux de variation annuel de la population (en %) | −0,28    | 0,41    | 0,37       |
| Part des moins de 20 ans en %                    | 27       | 20,7    | 24,5       |
| Part des plus de 60 ans en %                     | 20,4     | 20,7    | 21,3       |
| Part des ouvriers en %                           | 12,5     | 8,5     | 12,0       |
| Population                                       | 190 905  | 106 592 | 58 518 395 |

| En 1990 | En 1999 |
| --- | --- |
| - De 0 à 14 ans : 20,9 % - De 15 à 29 ans : 23,8 % - De 30 à 44 ans : 21,7 % - De 45 à 59 ans : 14,3 % - De 60 à 74 ans : 12,5 % - De 75 à 94 ans : 6,6 % - De 95 ans ou plus : 0,2 % | - De 0 à 14 ans : 19,2 % - De 15 à 29 ans : 22,8 % - De 30 à 44 ans : 20,5 % - De 45 à 59 ans : 17,1 % - De 60 à 74 ans : 12,6 % - De 75 à 94 ans : 7,4 % - De 95 ans ou plus : 0,4 % |